# Aleksej Berezoetski
Aleksej Vladimirovitsj Berezoetski (Russisch: Алексей Владимирович Березуцкий) (Moskou, 20 juni 1982) is een Russisch voormalig voetballer. Berezoetski begon zijn loopbaan als verdediger in 2000 bij FC Moskou. Na één seizoen ging hij naar Tsjernomorets Novorossiejsk en van 2001 tot 2018 speelde hij voor CSKA Moskou, waarmee hij vier landstitels, zes bekers, zes supercups en de UEFA Cup won. van 2003 tot 2016 kwam Berezoetski in actie in het Russisch voetbalelftal, waarmee hij derde werd op het Europees kampioenschap voetbal 2008.
Zijn tweelingbroer is voetballer Vasili Berezoetski, met wie hij samenspeelde op het Europees kampioenschap voetbal 2016 in Frankrijk. Daar werd de selectie onder leiding van bondscoach Leonid Sloetski in de groepsfase uitgeschakeld na een gelijkspel tegen Engeland (1–1) en nederlagen tegen Slowakije (1–2) en Wales (0–3). In 2018 beëindigde Berezoetski zijn voetbalcarrière. Na zijn actieve loopbaan kreeg Berezoetski een officiële FIFA-licentie als trainer. Vervolgens ging hij stagelopen bij de technische staf van Vitesse. Na zijn stage bleef hij bij Vitesse betrokken als assistent-trainer van het eerste elftal.

## Erelijst
CSKA Moskou
- UEFA Cup

2005
- Russisch landskampioen

2003, 2005, 2006, 2013, 2014, 2016
- Beker van Rusland

2002, 2005, 2006, 2008, 2011, 2013
- Russische Superbeker

2004, 2006, 2007, 2009, 2013